# Primeiro-ministro da Abecásia
O Primeiro-ministro da Abecásia é o Chefe de Governo da República da Abecásia.

## Lista de Primeiros-ministros
1. Gennady Gagulia (1995-1997)
2. Sergei Bagapsh (1997-1999)
3. Viacheslav Tsugba (1999-2001)
4. Anri Jergenia (2001-2002)
5. Gennady Gagulia (2002-2003)
6. Raul Khajimba (2003-2004)
7. Nodar Khashba (2004-2005) - Abecásia Unida
8. Alexander Ankvab (2005-2010) - Aitaira
9. Sergei Shamba (2010-2011)
10. Leonid Lakerbaia (2011-2014) - Aitaira
11. Vladimir Delba (2014)
12. Beslan Butba (2014-2015) - Partido do Desenvolvimento Econômico
13. Shamil Adzynba (2015)
14. Artur Mikvabia (2015-2016) - Abecásia Unida
15. Shamil Adzynba (2016)
16. Beslan Bartsits (2016-2018)
17. Gennady Gagulia (2018)
18. Daur Arshba (2018)
19. Valeri Bganba (2018-2020)[2]
20. Alexander Ankvab (2020-2024) - Aitaira[3]
21. Valeri Bganba (interino, 2024-2025)[4]
22. Vladimir Delba (2025-presente)[5]